# Vlado Perlemuter
Vlado Perlemuter (Kowno, Polonia -actualmente Kaunas, Lituania- 26 de mayo de 1904 - Ginebra, 4 de septiembre de 2002) fue un pianista francés de origen lituano.

## Biografía
Llegó a París de niño y estudió en el Conservatorio de esa ciudad, primero con Moszkowski y después con Alfred Cortot. A los quince años se graduó en el conservatorio y ganó el primer premio interpretando el Tema y variaciones de Gabriel Fauré. En 1925 conoció a Maurice Ravel y estudió sus obras para piano con el propio compositor.
Su carrera como pianista fue larga y célebre en todo el mundo. Su último concierto lo dio con 89 años en el Victoria Hall de Ginebra.
También fue famoso como pedagogo musical. Entre sus alumnos se encuentran los pianistas Catherine Thibone, Claudio Herrera, Danielle Laval, Christian Zacharias, Jacques Rouvier, Michel Dalberto, Carter Larsen, Ramón Coll, Joaquín Soriano, Guillermo González Hernández y Ricardo Requejo.

## Repertorio
Perlemuter se caracteriza por su brillante colorido tonal y su legato cantabile, combinado con su asombrosa naturalidad. Además de sus versiones de la obra de Ravel (de absoluta referencia dada su cercanía personal con el compositor) hoy se recuerdan aún sus grabaciones de las sonatas completas de Mozart y de obras de Chopin, Beethoven, Mendelssohn, Schumann, Liszt y Fauré.